# 황위팅 (사격 선수)
황위팅(중국어 간체자: 黄雨婷, 정체자: 黃雨婷, 병음: Huáng Yǔtíng, 한자음: 황우정, 2006년 9월 3일~)은 중화인민공화국의 사격 선수로 주 종목은 소총이다. 2024년 하계 올림픽 10m 공기소총 혼성전 종목에서 성리하오와 함께 금메달을 획득했다.

## 경력
2006년 저장성 타이저우시에서 태어났다. 2017년에 황옌 청소년 스포츠 학교 사격과에 입학했으며 졸업 후인 2020년 저장성 사격단에 입단했다.
2021년 중국 사격 국가대표 상비군으로 발탁되었고 2022년에 중국 국가대표로 발탁되었다.
2024년 7월 프랑스 파리에서 열린 2024년 하계 올림픽에 참가했으며 10m 공기소총 혼성전 종목에서 성리하오와 함께 대한민국과 카자흐스탄팀을 꺾고 금메달을 획득했다. 10m 공기소총 개인전에서도 은메달을 획득했다.